# Kanton Castifao-Morosaglia
Castifao-Morosaglia is een voormalig kanton van het Franse departement Haute-Corse. Het kanton maakte deel uit van het arrondissement Corte. Het zuidwestelijke deel van het kanton behoorde vroeger tot de pieve Rustinu, een oude Corsicaanse bestuurlijke eenheid. De huidige gemeentes Castifao, Moltifao en Asco behoorden niet tot deze microregio. De Rustinu vormt een onderdeel van de ruimere streek Castagniccia.
Het kanton werd opgeheven bij decreet van 13 februari 2014 met uitwerking op 22 maart 2015.

## Gemeenten
Het kanton omvatte de volgende gemeenten:
- Asco
- Bisinchi
- Castello-di-Rostino
- Castifao
- Castineta
- Gavignano
- Moltifao
- Morosaglia (hoofdplaats)
  - Ponte-Leccia
- Saliceto
- Valle-di-Rostino